# Widorokandang (Pati)
Widorokandang is een bestuurslaag in het regentschap Pati van de provincie Midden-Java, Indonesië. Widorokandang telt 1597 inwoners (volkstelling 2010).